# 日本国際連合協会
公益財団法人日本国際連合協会（にほんこくさいれんごうきょうかい、英語: United Nations Association of JAPAN）は、世界の平和と人類の福祉向上のために活動している日本の公益法人。日本国連協会と略する場合もある。国際連合公用語英語検定試験の実施、国連ジャーナルの発行などを行う。
現在の会長は2002年に就任した千玄室（裏千家15代家元）である。以前は外務大臣経験者等、外務省関係者が歴任していたが、小泉純一郎首相・川口順子外相（当時）からの要請で就任した。

## 歴史と仕組み
世界の平和と人類の福祉向上に寄与することを目的として、1947年に設立された。全国各都道府県に支部組織があり、国連のA級諮問民間団体である国連協会世界連盟の有力メンバーである。
なお、1920年に設立された日本国際連盟協会が原型である。

## 事業内容
- 国際連合北東アジア金沢シンポジウム
- 国際理解・国際協力のためのコンテスト・コンクール
  - 全国中学生作文コンテスト
  - 高校生主張コンクール

これらのコンテスト･コンクールの上位者は国連訪問団として派遣される。
- 国連および国際問題に関する講演会の開催
- 国際連合公用語英語検定試験
  - 国際連合公用語英語検定試験ジュニア・テスト
- 国連ジャーナルの発行
- 企画・海外研修

## 歴代会長
第1代　佐藤尚武
第2代　小坂善太郎
第3代　千玄室